# Tetranchyroderma faroense
Tetranchyroderma faroense is een buikharige uit de familie Thaumastodermatidae. Het dier komt uit het geslacht Tetranchyroderma. Tetranchyroderma faroense werd in 2004 voor het eerst wetenschappelijk beschreven door Clausen. 